# Polycheles sculptus
Polycheles sculptus е вид ракообразно от семейство Polychelidae. Видът не е застрашен от изчезване.

## Разпространение и местообитание
Разпространен е в Австралия, Американски Вирджински острови, Ангуила, Антигуа и Барбуда, Аруба, Барбадос, Бахамски острови, Бенин, Бермудски острови, Бонер, Британски Вирджински острови, Вануату, Венецуела, Гана, Гваделупа, Гвиана, Гвинея, Гвинея-Бисау, Гренада, Джибути, Доминика, Доминиканска република, Йемен, Индонезия, Исландия, Испания (Канарски острови), Кабо Верде, Кайманови острови, Камерун, Канада, Кения, Колумбия, Коморски острови, Коста Рика, Кот д'Ивоар, Куба, Кюрасао, Либерия, Мавритания, Мадагаскар, Малайзия, Мартиника, Мозамбик, Монсерат, Нигерия, Никарагуа, Нова Зеландия, Нова Каледония, Оман, Панама, Провинции в КНР, Пуерто Рико, Саба, САЩ, Свети Мартин, Сейнт Винсент и Гренадини, Сейнт Китс и Невис, Сейнт Лусия, Сен Бартелми, Сен Естатиус, Сенегал, Синт Мартен, Сомалия, Тайван, Танзания, Того, Тринидад и Тобаго, Търкс и Кайкос, Фиджи, Филипини, Хаити, Хондурас, Чили, Шри Ланка, Южна Африка, Ямайка и Япония.
Обитава крайбрежията на океани, морета и заливи. Среща се на дълбочина от 69 до 2860 m, при температура на водата от 2,5 до 18,9 °C и соленост 33,4 – 36,5 ‰.

## Описание
Популацията на вида е стабилна.